# Straßenbahnstrecke Oldenzaal–Gronau
| Die Strecke in Losser |                      |                                    |                                    |
| |                      |                                    |                                    |
| Streckenlänge: | 13,0 km              |                                    |                                    |
| Spurweite: | 1435 mm (Normalspur) |                                    |                                    |
| Streckengeschwindigkeit: | 45 km/h              |                                    |                                    |
| |                      |                                    |                                    |
| \| \| \| von Salzbergen \| \| \| \| \| Oldenzaal AS \| \| \| \| \| nach Almelo \| \| \| \| 0,0 \| Oldenzaal EO \| Oldenzaal EO \| \| \| \| Anst Textilfabrik \| \| \| \| 0,4 \| ehem. nach Boekelo \| ehem. nach Boekelo \| \| \| \| ehem. Verbindungskurve von Boekelo \| \| \| \| 2,2 \| Tol \| Tol \| \| \| 4,1 \| Bethlehem \| Bethlehem \| \| \| 5,8 \| Ter Denge \| Ter Denge \| \| \| 6,8 \| Losser \| Losser \| \| \| \| Anst Textilfabrik Van Heek \| \| \| \| 9,5 \| Essenhuis \| Essenhuis \| \| \| \| ehem. Strecke nach Glanerbrug \| \| \| \| 11,5 \| Glane \| Glane \| \| \| 11,6 \| Grenze Niederlande-Deutschland \| Grenze Niederlande-Deutschland \| \| \| \| Anst Spinnerei Deutschland \| \| \| \| \| Gronau Holländische Bahn \| \| \| \| \| von Enschede \| \| \| \| 13,0 \| Gronau \| Gronau \| \| \| \| nach Dortmund \| \| \| \| \| nach Münster \| \| |                      |                                    |                                    |
| Strecke von links |                      | von Salzbergen                     | von Salzbergen                     |
| Bahnhof |                      | Oldenzaal AS                       | Oldenzaal AS                       |
| Abzweig ehemals geradeaus und nach rechts |                      | nach Almelo                        | nach Almelo                        |
| Bahnhof (Strecke außer Betrieb) | 0,0                  | Oldenzaal EO                       | Oldenzaal EO                       |
| Blockstelle (Strecke außer Betrieb) |                      | Anst Textilfabrik                  | Anst Textilfabrik                  |
| U-Bahn-Abzweig mit Eisenbahn geradeaus und nach rechts (Strecke außer Betrieb) | 0,4                  | ehem. nach Boekelo                 | ehem. nach Boekelo                 |
| U-Bahn-Abzweig geradeaus und von rechts (Strecke außer Betrieb) |                      | ehem. Verbindungskurve von Boekelo | ehem. Verbindungskurve von Boekelo |
| U-Bahn-Haltepunkt / Haltestelle (Strecke außer Betrieb) | 2,2                  | Tol                                | Tol                                |
| U-Bahn-Haltepunkt / Haltestelle (Strecke außer Betrieb) | 4,1                  | Bethlehem                          | Bethlehem                          |
| U-Bahn-Haltepunkt / Haltestelle (Strecke außer Betrieb) | 5,8                  | Ter Denge                          | Ter Denge                          |
| U-Bahn-Haltepunkt / Haltestelle (Strecke außer Betrieb) | 6,8                  | Losser                             | Losser                             |
| U-Bahn-Blockstelle (Strecke außer Betrieb) |                      | Anst Textilfabrik Van Heek         | Anst Textilfabrik Van Heek         |
| U-Bahn-Haltepunkt / Haltestelle (Strecke außer Betrieb) | 9,5                  | Essenhuis                          | Essenhuis                          |
| U-Bahn-Abzweig geradeaus und nach rechts (Strecke außer Betrieb) |                      | ehem. Strecke nach Glanerbrug      | ehem. Strecke nach Glanerbrug      |
| U-Bahn-Bahnhof (Strecke außer Betrieb) | 11,5                 | Glane                              | Glane                              |
| U-Bahn-Grenze (Strecke außer Betrieb) | 11,6                 | Grenze Niederlande-Deutschland     | Grenze Niederlande-Deutschland     |
| U-Bahn-Blockstelle (Strecke außer Betrieb) |                      | Anst Spinnerei Deutschland         | Anst Spinnerei Deutschland         |
| U-Bahn-Bahnhof (Strecke außer Betrieb) |                      | Gronau Holländische Bahn           | Gronau Holländische Bahn           |
| U-Bahn-Abzweig mit Eisenbahn ehemals geradeaus und von rechts |                      | von Enschede                       | von Enschede                       |
| Bahnhof | 13,0                 | Gronau                             | Gronau                             |
| Abzweig geradeaus und nach rechts |                      | nach Dortmund                      | nach Dortmund                      |
| Strecke |                      | nach Münster                       | nach Münster                       |

Die Straßenbahnstrecke Oldenzaal–Gronau war eine von der Nederlandsch-Westfaalsche Stoomtram-Maatschappij (NWSM) erbaute Dampfstraßenbahnstrecke, welche von 1903 bis 1942 bestand. Die Strecke verlief von Oldenzaal über Losser nach Gronau.

## Geschichte

### Planung und Bau
Am 17. August 1896 wurde die NWSM mit einem Kapital von 150.000 Gulden gegründet um eine Bahnstrecke für die Arbeiter aus Gronau und Twente zu errichten. Diese mussten bis dahin einen meist zu Fuß zurückzulegenden Weg von einigen Stunden auf sich nehmen um zur Arbeit in den Textilfabriken zu gelangen. Des Weiteren sollte auf der Strecke Güterverkehr stattfinden. Um Kosten zu sparen wurde die Bahn als Dampfstraßenbahn konzipiert, was zur Folge hatte, dass die Streckenhöchstgeschwindigkeit zunächst 20 km/h und auch später nur 45 km/h betrug.
Beim Bau der Strecke traten mehrere Probleme auf. Die Kreuzung mit der Strecke Bahnstrecke Almelo–Salzbergen in Oldenzaal gestaltete sich als zu komplex und zu teuer, weshalb die Strecke nicht wie geplant direkt nach Denekamp durchgebunden wurde. Auch konnte dadurch der Bahnhof Oldenzaal AS der Strecke nach Almelo bzw. Salzbergen nicht direkt angefahren werden, weswegen der Bahnhof Oldenzaal EO der bereits bestehenden Strecke nach Boekelo genutzt wurde. Die Straßenbahn nach Denekamp fuhr jedoch vom Bahnhofsvorplatz der Station AS ab. In Gronau wurde zudem zu Beginn der Anschluss an den Bahnhof verwehrt, weshalb die Züge am Bahnhof Gronau Holländische Bahn endeten. Ebenfalls wurde bis zuletzt kein durchgehender Güterverkehr ins Ruhrgebiet zugelassen.

### Aufnahme des Betriebs
Am 13. Juli 1903 fand die Eröffnungsfahrt zwischen Oldenzaal und Glane statt, die Genehmigung für den Betrieb des deutschen Teils wurde erst zwei Tage später erteilt. Es wurden täglich fünf Zugpaare angeboten. Der Betrieb der Strecke oblag erst der Hollandsche IJzeren Spoorweg-Maatschappij (HSM) und anschließend der Nederlandse Spoorwegen. In den ersten Betriebsjahren kam es vermehrt zu Zwischenfällen, da bereits gebrauchtes Baumaterial genutzt wurde und die Telegrafenmasten sehr nah an den Gleisen errichtet wurden. Es kam dadurch zu vielen Entgleisungen und Armbrüchen, wenn sich Passagiere aus den Fenstern lehnten und mit den Masten kollidierten.
Im Ersten Weltkrieg kam der Verkehr zum Erliegen, der durchgehende Verkehr nach Gronau wurde erst im April 1919 wieder aufgenommen. Für die Arbeiter aus Losser die in Enschede arbeiteten wurde 1918 eine Verbindungskurve zur Strecke nach Boekelo errichtet, sie wurde aber mangels Nachfrage bereits 1928 nicht mehr bedient und 1930 stillgelegt. Als Besonderheit ist hierbei zu nennen, dass die Bahnen von Losser bis zur Verbindungskurve als Straßenbahnen und ab dort als Zugfahrten verkehrten.

### Stilllegung
Am 1. Januar 1936 wurde der Personenverkehr aufgegeben, danach wurde 1938 die Strecke zwischen Losser und Glane abgebaut, 1942 folgte der Rest von Losser bis Oldenzaal zwecks Kriegsmaterialgewinnung. Wann der deutsche Teil abgebrochen wurde, ist nicht bekannt.
Da Losser fortan keinen Bahnanschluss mehr hatte, wurde beschlossen eine neue Straßenbahnstrecke nach Glanerbrug zu errichten, diese endete am vorhandenen Bahnsteig und war von 1949 bis 1972 in Betrieb.
In der Nähe des Grenzübergangs an der Gronausestraat in Glane erinnert heute ein Denkmal an die Straßenbahn.